# プロガステル＝サン＝ジェルマン
プロガステル＝サン＝ジェルマン （Plogastel-Saint-Germain、ブルトン語:Plogastell-Sant-Jermen）は、フランス、ブルターニュ地域圏、フィニステール県のコミューン。ギルヴィネック、ポン＝ラベとともに小郡所在地となっている。ビグダン地方に属する。

## 由来

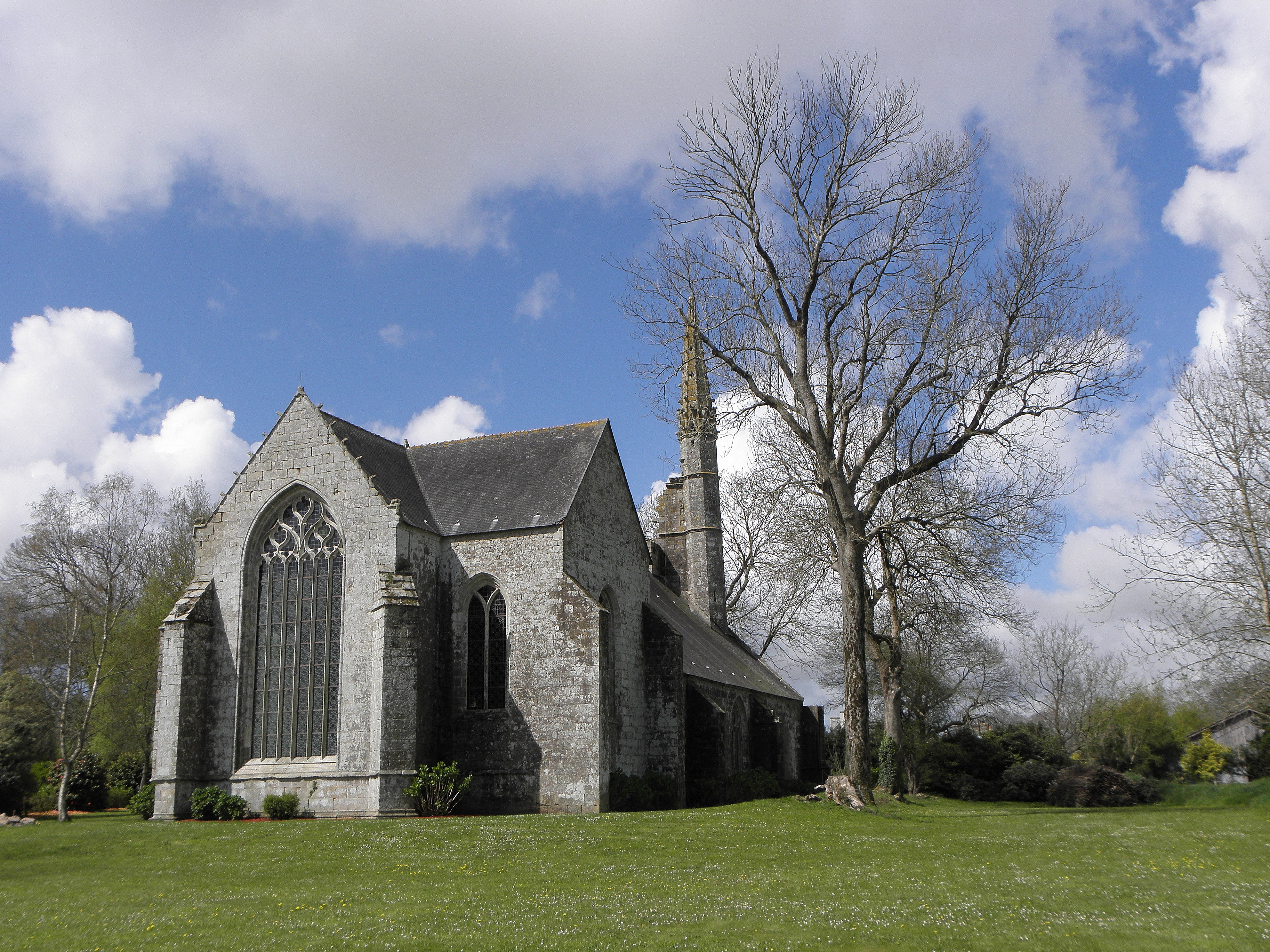
サン＝ジェルマン礼拝堂

プロガステル＝サン＝ジェルマンの人口増減グラフ

Plogastelとは、城の教区を意味する。plouは教区やコミューンを意味する名称であり、gastellとは城を意味している。

## 歴史
ユグノー戦争中の1595年、プロガステル周囲の湿原で、野盗のギィ・エデル・ド・ラ・フォンテネルと300人から400人の騎士たちが、フォンテネルたちをその隠れ家であるトリスタン島から追い出そうと集まっていた約1500人の農夫を殺害した。生垣に隠れた者は幸運にも虐殺から逃れた。

## 史跡
- サン＝ピエール教会 - 19世紀
- サン＝ジェルマン礼拝堂 - オセールのゲルマニクスに献堂。15世紀から16世紀に建造され、教区教会よりも古い。
- サン＝トノレ礼拝堂 - 13世紀かそれ以前の建設[2]。16世紀にはサン＝トノレ集落の礼拝堂[3]。1668年に大規模に修復されたが、1675年の印紙税一揆で荒廃。1832年、サン＝トノレ集落はプロガステルに併合された[4]。19世紀には廃墟と化していた。

## 人口統計
| 1962年 | 1968年 | 1975年 | 1982年 | 1990年 | 1999年 | 2006年 | 2010年 |
| ------ | ------ | ------ | ------ | ------ | ------ | ------ | ------ |
| 1677   | 1521   | 1656   | 1615   | 1687   | 1691   | 1768   | 1839   |

参照元:1999年までEHESS、2000年以降INSEE